# 正田篠枝
正田 篠枝（しょうだ しのえ、1910年〈明治43年〉12月22日 - 1965年〈昭和40年〉6月15日）は、日本の歌人、平和運動家。本名は正田シノエ。広島県安芸郡江田島村字秋月（後の江田島市）出身。広島市への原子爆弾投下による被爆者の1人。被爆経験を詠んだ多数の短歌により「原爆歌人」として知られており、中でも原爆批判に対する厳しい統制下で出版された歌集『さんげ』が、原爆文献中でも随一の稀覯本として知られている。弟に経済学者の正田誠一、又従兄弟に作家の小久保均がいる。

## 経歴

### 戦前までの生涯
1910年（明治43年）に誕生した。1920年（大正9年）に広島市に転居した。広島市大手町小学校卒業後、旧制安芸高等女学校（後の安芸学園安芸女子高等学校、さらに後に廃校）に編入した。浄土真宗が盛んな広島において、同学校は真宗安芸婦人会が母体となって設立されており、後に篠枝の詠む歌に仏教思想を背景とした語句が多く用いられるなど、彼女の人生観に大きな影響を与えた。
学校卒業後は父の仕事を手伝う傍ら、1929年（昭和4年）頃より短歌誌『短歌至上主義』『香蘭』に投稿を始め、『短歌至上主義』主宰者である杉浦翠子らに師事した。1931年（昭和6年）に結婚して一子をもうけたが、1940年（昭和15年）に夫と死別した。

### 被爆 - 原爆歌人、平和運動家として
1945年（昭和20年）8月6日、広島市への原子爆弾投下の際、爆心地から1.5キロメートルの距離にあった広島市中区平野町の自宅で被爆した。
1946年（昭和21年）、被爆当時の情景、自らの体験、親戚・知人・友人たちの悲惨な被爆の様子を数々の短歌に詠んだ。師の杉浦翠子は、被爆の情景をリアルに描写したそれらの短歌を認め、自作の歌誌『不死鳥』7号に「唉! 原子爆弾」と題して39首を発表した。
1947年（昭和22年）、『不死鳥』掲載の歌を原歌とした歌集『さんげ』を極秘に出版した（出版時期には諸説がある）。連合国軍最高司令官総司令部(GHQ)の検閲を受けず、手渡しで親類や知人に配布された。この際、弟の誠一はかつて自分の論文についてアメリカ陸軍防諜部隊の厳しい取り調べを受けた過去があるため、「原爆の歌集など出版すれば死刑は免れない」と忠告したが、篠枝の出版の意志は固かった。GHQの検閲を恐れて印刷を引き受ける印刷所がなかったため、印刷は広島刑務所で行なわれた。同刑務所の印刷主任を務めていた司法技官・中丸忠雄も歌の内容を見て驚き「マッカーサー司令部に知れたら殺される」と忠告したものの、篠枝の熱意に負けて出版を引き受け、「一般には頒布せずに被爆者にのみ秘密裏に配布」という条件のもと、150部のみ印刷された。後に出版される『耳鳴り』（後述）の手記にも、「GHQの検閲が厳しく、発見されれば必ず死刑といわれたが、死刑覚悟で出版した」との記述がある。
私生活では1948年（昭和23年）に再婚して次男をもうけたが、同年に次男を夫に託して離婚。1952年（昭和27年）、前年に死去した父の治療費や生活費のために割烹旅館を開業した。
1953年（昭和28年）、原爆傷害調査委員会の検査により癌の徴候が確認され、数年後には原爆症の後遺症が現れ、原爆病院へ入退院を繰り返す身となった。この頃より篠枝の歌は、後述の「かりそめの貧血症なればよし原爆症と呼ばれたくなし」のように、自身の病気の方向へと内向していった。
1959年（昭和34年）には病身に鞭を打ち、第5回原水爆禁止世界大会に参加した。栗原貞子、前田とみ子らとともに「原水爆禁止広島母の会」を結成し、1961年（昭和36年）から機関紙『ひろしまの河』を発刊を開始した。同紙第1号には、篠枝は「私の苦悩と寂莫」と題し、平和を望むという当然の行為が侮蔑されていることを苦悩する文章を寄せている。しかし1963年（昭和38年）の原水爆禁止世界大会の内部分裂の影響を受け、篠枝たちの会も組織分裂を起こし、篠枝は苦悩の日々を送ることとなった。
1962年（昭和37年）、『さんげ』の再録およびその後の新作をまとめた『耳鳴り』が待望の出版。岩波書店や筑摩書房に断られ続けた末、平凡社からの出版であった。短歌以外にも詩、手記、童話で構成されており、原爆の恐怖と悲しみを子供に伝えるために著した童話『ピカッ子ちゃん』や、被爆後の篠枝の生活と闘病の記録も盛り込まれた。

### 晩年
1963年（昭和38年）、九州大学病院での検査により、乳癌により来春までの命と宣告された。同大学経済学部の教授を務めていた弟の誠一は泣きながら余命を告げ、手術と入院治療を勧めたが、篠枝は広島へ帰り、創作活動を続行した。
篠枝と同じく杉浦翠子に師事した歌人の月尾菅子から、彼女の住む東京都で当時行われていたハスミワクチンによる治療法を教えられ、同年に東京へ転居。東京滞在時、菅子を通じて歴史学者の中村孝也と出逢い、徳川家康が1日に1万の名号を書くことを日課としていたという話を聞き感銘を受け、原水爆禁止の祈りと、広島・長崎の原爆犠牲者の慰霊のために名号（南無阿弥陀仏）を書くことを日課とした。
同年12月、家庭の事情などで帰郷。宣告された余命を過ぎてもなお生き続け、乳癌宣告から2年後の1965年（昭和40年）1月には30万の名号を書き終えた。名号成就後の篠枝は精根尽き果て、筆を持つ力すらなかったという。同年4月25日、一心に名号を書き続ける篠枝の姿が、NHKで『ある人生 - 耳鳴り』と題して放映され、多くの視聴者に感動を与えた。
広島の被爆20周年にあたる同年、広島詩集編纂委員会による全国からの詩の募集に際し、篠枝は前述の「原水爆禁止広島母の会」の内部分裂に憤りと悲しみをぶつけた詩『罪人』を、病魔と闘いながら応募した。癌が全身に転移して激痛に襲われても、病床に仰むけになったまま、紙を板に固定し、忘れてはならないことを書き留めていた。
同1965年6月15日、乳癌と白血病により、平野町の自宅で、満54歳で死去した。翌月、広島県詩人協会より刊行された『広島詩集』に、前述の詩『罪人』が掲載され、遺稿となった。

## 交友関係
前述の同門の歌人・月尾菅子は親友でもあった。晩年に余命わずかと宣告された篠枝を気遣って東京に招いた際は、東京での滞在先となる住居や、篠枝の住む広島からの交通費まで菅子が負担したことから、その友情の深さが偲ばれる。
割烹旅館経営時の旅館客の1人に、原爆詩集『序』（『にんげんをかえせ』）で知られる詩人・峠三吉がいた。峠は篠枝の作品集の出版のために出版社にかけ合うなど、深い交流があり、峠が原爆に関する詩を多く作ったことには、篠枝の影響があると見る向きもある。峠は1953年（昭和28年）2月に国立広島療養所での手術中に死去したが、手術決定時、篠枝は峠に手術をやめるよう懇願したといい、峠が病院へ発つ際には、篠枝は広島駅で峠を見送り、峠の身を案じる歌を詠んでいる。
広島の郷土文学保全のための「広島文学資料保全の会」の代表を務めた作家・古浦千穂子は、峠三吉主宰のサークルの一員であった縁で1962年に篠枝と出逢い、後に親交を持つことになった。同年出版された篠枝の『耳鳴り』が400部著者買取りの出版で、篠枝がその代金を出版社に支払わなければならないことを知ると、千穂子がそれらを売る役を請け負い、400部を引き取った。とはいえ千穂子に可能なことは、勤務先の同僚に売ったり、古本屋に販売を依頼する程度だったが、古本屋の店主からは、この作品は後に価値がでるので売り急ぐべきではないといわれたという。
晩年にはNHKでの放映を契機に交友関係も広がったが、篠枝は創作活動の時間が減ることも顧みず、生活時間のほとんどをそうした人々との交流に捧げており、原爆症の悪化により面会謝絶となっても訪問者を拒むことはなかったという。

## 没後
篠枝の死去と同年の1965年11月、NHKで『耳鳴り ある被爆者の20年』と題し、篠枝の長い闘病の記録が放映された。翌1966年（昭和41年）、篠枝の一周忌に捧げる作品として正田篠枝遺稿集『百日紅 - 耳鳴り以後』が発刊され、編集には篠枝と交流のあった作家陣である栗原貞子、大原三八雄、荏原肆夫、古浦千穂子らが携わった。
1968年（昭和43年）には月尾菅子の尽力により、郷里である秋月に「正田篠枝三十万名号碑」が建立され、その費用には菅子の私財が投じられた。
同年、前述の童話『ピカッ子ちゃん』を含め、篠枝が生前に著した『ちゃんちゃこばあちゃん』など全7編の童話を収録した童話集『ピカッ子ちゃん』が、栗原貞子と古浦千穂子の編により、太平出版社から刊行された。『ちゃんちゃこばあちゃん』は、かつて篠枝がその構想を別の作家に話したことで、その作家のほうが別タイトルでほぼ同じ内容の作品を篠枝より先に発表し、当時の新聞記事上で盗作かアイディアの借用かと騒動になったことがあり、篠枝が自作の童話を出版したいと熱望していたことで、刊行に至った。この収録作品のうち『ちゃんちゃこばあちゃん』『お彼岸』は篠枝の代表作に数えられている。
1983年（昭和58年）には、月尾菅子により『さんげ』の復刻版が刊行された。
1991年（平成3年）、前述の「広島文学資料保全の会」により「正田篠枝文学資料展 女ひとり『さんげ』を生きて」が開催され、短期の開催にもかかわらず約2500人の来場者を得た。この際『さんげ』を読みたいとの希望が何件か寄せられたが、前述の月尾菅子による復刻版の『さんげ』すら稀覯本となっていたことから、1995年（平成7年）、同会により『さんげ 原爆歌人正田篠枝の愛と孤独』が刊行された。これには『さんげ』の原本が収録されているが、かなづかいや漢字が原本のままであり、この例はほかには見られない。
2011年（平成23年）には広島市内で、小久保均の保管していた『さんげ』の原本が発見された。広島市立中央図書館や広島平和記念資料館すら所蔵していなかった『さんげ』は貴重な発見であり、同年11月、市立中央図書館での企画展で展示された。また2016年（平成28年）7月には、北広島町の寺院で保管されていた『さんげ』が広島市に寄贈された。

### 原爆慰霊碑の碑文

原爆犠牲国民学校教師と子どもの碑

1971年（昭和46年）、原爆死没者慰霊碑「原爆犠牲国民学校教師と子どもの碑」が建立され、銘文として篠枝の歌「太き骨は先生ならむそのそばに小さきあたまの骨あつまれり」が刻まれた。
この歌は『さんげ』から採取された歌とされるが、初出とされる前述の『不死鳥』には「大き骨は〜あまたの骨」とあることから、「太き骨」ではなく「大き骨」が正しいとの指摘や、「あたま」は「あまた」の誤植とする意見もある。前述の月尾菅子も、「大き骨」との篠枝の自筆があることを根拠として、「太き骨」を誤植と断定している。さらに碑文の原文は篠枝の色紙であり、この色紙は「大き骨」の「大」に何者かが意図的に点を書き加えて「太」と改めたと指摘し、「大き」が正しいとして碑文の訂正を強く求める声もあるが、碑の建立が本人の没後のため、真偽は不明である。なお『さんげ』では「大き骨〜小さきあたま」、『耳鳴り』では「太き骨〜小さきあたま」、三省堂による中学校の教科書『現代の国語』第2巻では「太き骨〜小さき頭」とあり、篠枝の又従兄弟である学習院大学高等科の英語教諭・正田義彰が篠枝に会って『さんげ』を英訳した際は、「big bones（大き骨）〜Little skulls（小さき頭）」と訳している。こうしたことが論議を呼び、この碑が有名になるきっかけにもなった。
1997年（平成9年）には、何者かが無断で碑文の「太」の点の部分を削って「大」にするという事件が起きている。

## 評価
篠枝の短歌の特徴は、スピードと迫力によるものが大きい。広島県歌人協会の相原由美は「不安定な構図やブレをあえて辞さずスピードと迫力を狙う。凄惨な体験をどう表現するかという問いかけの中から意図的に選び取られた」と分析しており、「漫画で育った若い世代にも通じる即物的描写、映像感覚。被爆体験を伝える上で重要な作品となる」と予測している。鋭い感受性と優しいたわやかさにより、目に触れるものや心に浮かぶものがたちまちにして歌となるとも評価されている。
自身の体験を詠った短歌が多い中、その多くは後々の追憶や述懐、過去の出来事として詠われることがほとんどである中、原爆を詠った篠枝の短歌は数十年を経ても優れた現在性と衝撃力を保ち続けており、歌人の道浦母都子はこれを、原爆投下という歴史的事実を詩型の中に刻み込もうとした篠枝の情熱と意志によるものと見ている。
既成の整った短歌と比較するとかなり異なっている歌、従来の短歌の形式にとらわれずに作品として整っていない素材そのものの歌も見受けられるが、そうした形式が却って、悲惨きわまりない原爆の真の様相を描き出しており、読者の胸を打つとの意見や、訴えなければならない想いがあふれており、迫ってくるような迫力を持つとの評価もある。
『不死鳥』の原爆短歌掲載時は、杉浦翠子は序文において以下のように絶賛した。
この翠子の賞賛に対して前述の月尾菅子は「弟子の作品など滅多に讃めない翠子先生が、ご自分の歌よりも先に掲げての絶賛は空前絶後のことであった」と述べている。
一方で、前述のように短歌としての整いのない形式から、篠枝のもう1人の師である歌人・山隅衛には「これは短歌ではない」と酷評されている。ただし山隅のこの意見は、残酷なモチーフを記録的に読むものではなく、ものの内奥をもっと読むものと言いたかったとする解釈もあり、篠枝の作品が未熟であったことから推敲が必要であったという見方や、原爆という素材が残酷だったために短歌にそぐわないと判断したという見方もあるが、当の山隅は1960年（昭和35年）に没しており、真意は定かではない。後の『耳鳴り』の自注によれば、山隅は後に篠枝のもとを訪れて酷評の件を詫びたとあるが、これは『さんげ』が予想外の評価を得たことへの反省もあると見られている。
歌集『さんげ』は、発行当時は150部存在していたものの、後の平成期には2,3冊が現存するのみとなり、原爆に関する文献の中でも随一の稀覯本といわれる。杉浦は同書の序文で、以下のように評価している。
『さんげ』の扉の見返しの挿絵には、洋画家の吉岡一による原爆ドームのカットが用いられている。篠枝は原爆ドームを原爆の象徴として最初に捉えたとして、その慧眼を評価する声もある。
また『さんげ』は、その内容もさることながら、篠枝が死刑覚悟で秘密出版したといういわれから後に有名になり、篠枝が評価されるきっかけとなった。刊行時における篠枝の熱情には、プロレタリア文学の勃興期のようなエネルギーを感じさせるとの声もある。NHKのプロデューサーの桜井均は、死刑覚悟で出版されたことから「原爆の実相を記録し後世に伝えようとする意欲が全編にみなぎっている」と評している。ただし、先に発表された『不死鳥』はGHQの検閲済みのため、正田が死刑覚悟と語ることに疑義を挟む意見もある。古浦千穂子は、『さんげ』は刊行の過程よりも作品そのもので評価されるべきとも意見している。
『さんげ』に再録された『不死鳥』掲載時の短歌は、当時の荒削りな原作に技巧を加え、かなりの改作が施されている。これは、歌集という公的な発表形式をとる上で、より文学的な表現をとるよう心掛けたとも見られるが、改作により却って『不死鳥』の生々しい必迫感が薄れているとの意見もある。
旅館経営時に発表された短歌については、慣れない客商売は容易ではなかったと見られ、旅館の使用人や客たちとの人間関係や経済的な苦労が歌に現れている。被爆地での客商売だけあり、被爆者の生活の様相もリアルに詠われている。
『耳鳴り』は、原爆の悲惨さ、それを乗り越えて生きる人々の姿が健気に描かれており、広島の被爆者たちの記録ともいえる作品である。前述のように『さんげ』出版をめぐる経緯についても記されており、貴重な1冊である。幻の作品ともいえる『さんげ』は本作により一般の読者に読まれ、被爆者の惨状を生々しく伝えた歌は読者に衝撃を与えることとなった。横浜市の詩人である野木京子も、『中国新聞』紙上で「忘れられない書物」として高く評価している。
また『耳鳴り』には前述の通り『さんげ』の短歌が再録されているが、同書では語の区切りに空白を挟むわかち書きの表現に改められており、韻律のリズムが崩れ、意味的にもかなり変化を招く恐れもあるとの意見もある。これについて月尾菅子は、同書発行時は篠枝の原爆症がかなり進行しており、頻繁に呼吸困難となっていたため、苦しい息を一息一息つくように書いていたことから、わかち書きを篠枝の息そのものと語っている。
『耳鳴り』に収録された『ピカッ子ちゃん』などの童話は、原爆による人間と自然の死滅を通じ、命の平和と尊さ、命を育む自然の豊かさ、美しさを、篠枝特有の優しさで描いた作品であり、大人の童話としてもすぐれた作品として、栗原貞子や古浦千穂子により評価されている。また評論家の長岡弘芳は、篠枝の童女のような人柄と信仰心が現れた作品であり、生きとし生けるものの願いを幼い物へ伝える作品と語っている。
遺稿となった詩『罪人』は、広島女子大学（後の県立広島大学）教授でもある詩人の大原三八雄により「死期を予期してか、心の目が光っている。技術的にはいま一つという表現もみられるが、魂にグサッとくる悲痛な叫びがある。篠枝の詩の中では最高の作品」と称賛された。

### 影響
『さんげ』刊行の7年後、一般公募による短歌をもとに『原爆歌集「広島」』が発刊されたが、その際には、生煮えの言葉や未熟な破調を持つ作品、つまり短歌の技術上で問題を孕んでいる作品が積極的に採録されている。選者の1人である歌人・民俗研究家の神田三亀男は、選者たちは篠枝のようなスタイルが有効と知っており、技巧とは別の、生の声で詠った歌を残せたとして、篠枝のもたらした影響を評価している。

## 代表歌
- 『不死鳥』「唉! 原子爆弾」[8][71]
  - ピカッドンと一瞬の間のあの静寂（しじま）修羅と化するときのあの静寂[6][72]
  - 奥さん奥さんと頼り来れる全身火傷や柘榴の如く肉裂けしものども[6][72]
  - 大き骨は先生なりあまたの小さき側にひろひてあつまりてある[56][57]

- 『さんげ』[73][74]
  - 斑点が出づれば死すと言ふを聞き腕いだしては痣気に掛けしが[74][75]
  - 死にたくなく視力失せたれど無意識に指で頭の毛を抜きては見る[74][75]

- 『耳鳴り』[76][77][78]
  - 耳底に幾千いるかくつわ虫原爆後遺症の孤独にひびく[77][79]
  - かりそめの貧血症なればよし原爆症と呼ばれたくなし[22][80]

- 『百日紅 - 耳鳴り以後』[28][32][81][82]
  - 雪の中をずぶ濡れの三吉が訪ね来て死の手術と知らず入院を告げぬ[40][43]
  - 三吉が死なばこの世に己が血を継ぐものなしと寂しげに言う[22][40]
  - 家康が日課念仏書きたりわれも一途に書きつがむとす[27][83]
  - 見舞うひとなければ淋しあれば疲れて苦しむわれがひとりの室に[81][84]
  - 己が骨くずれゆくさまは目に見えねど死の恐怖感こころを去らず[81][82]